# Grote rietorchis
De grote rietorchis (Dactylorhiza elata) is een Europese terrestrische orchidee. Het is een van de meest opvallende Europese orchideeën, vooral door zijn bloemstengel die meer dan een meter hoog kan worden. Het is een vrij zeldzame soort van vochtige plaatsen uit het westelijke Middellandse Zeegebied.
De soort heeft een aantal jaren ook in Zeeuws-Vlaanderen gebloeid.

## Etymologie
De soortaanduiding elata is een Latijns bijvoeglijk naamwoord, en betekent "verheven" of "trots".

## Kenmerken

### Plant
De grote rietorchis is een krachtige, tot 120 cm hoge plant. De stevige, rechtopstaande holle stengel, met een diameter tot 1 cm, is bovenaan geribd en rood aangelopen en draagt tot 10 stengelbladeren. De bloeiwijze is een dichtbloemige en langgerekte aar, met tientallen opvallend grote bloemen.
Het is een overblijvende plant die door middel van wortelknollen overwintert (geofyt).

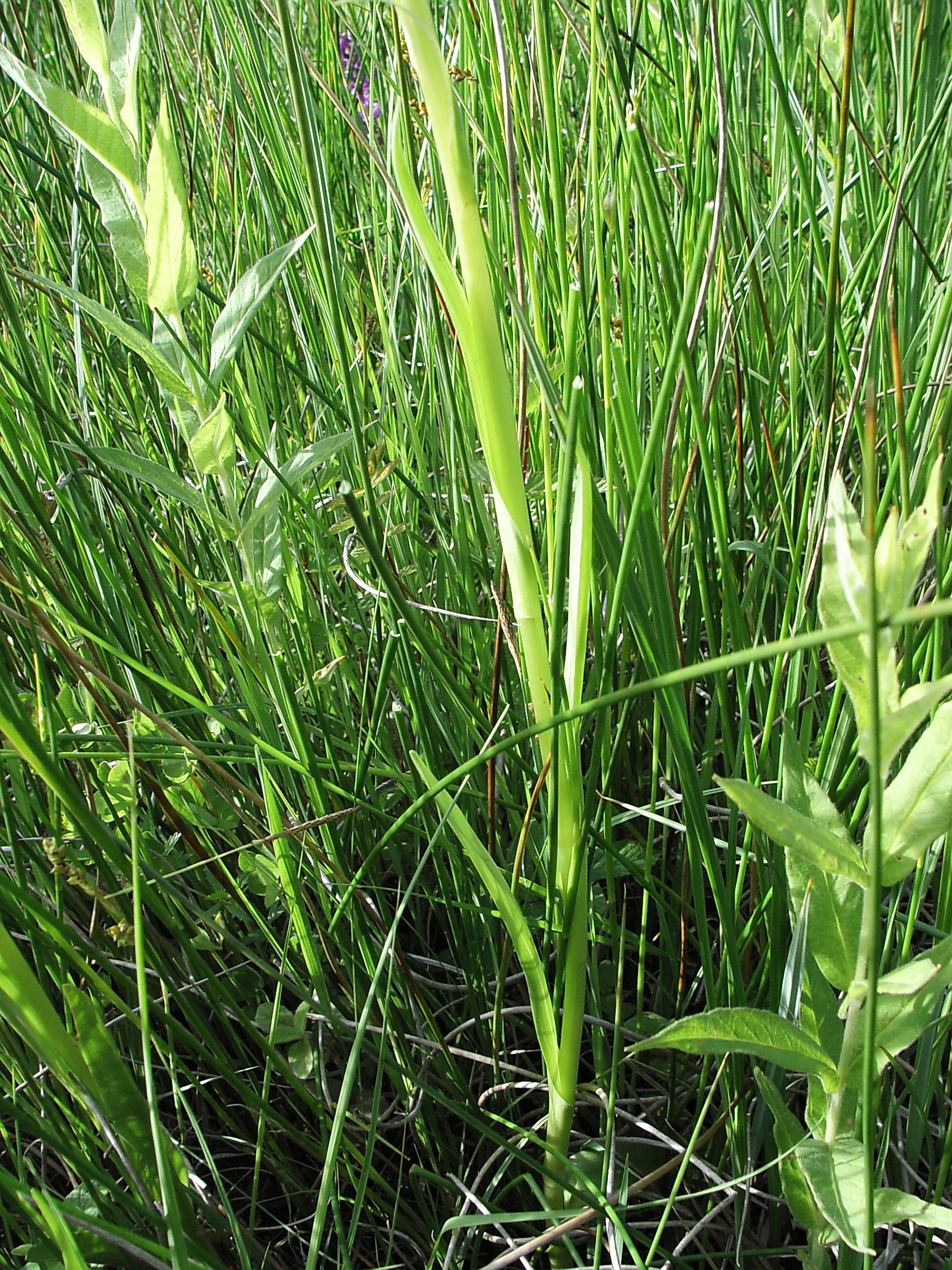
Detail plant met bladeren

### Bladeren
De stengelbladeren zijn smal lancetvormig tot ovaal, in verhouding tot de stengel relatief kort, met de grootste breedte onder het midden, lichtgroen en ongevlekt. De onderste bladeren zijn breed stengelomvattend en staan schuin omhoog, de hogere staan bijna verticaal. De bovenste bladeren bereiken de bloeiaar niet. De schutblaadjes zijn groen of lichtrood aangelopen en steken ver buiten de bloeiaar uit.

### Bloemen
De bloemen zijn vrij groot, donkerroze tot donkerpaars gekleurd. De laterale buitenste bloemdekbladen zijn opwaarts gericht, het middelste vormt samen met de bovenste twee binnenste bloemdekbladen een helmpje. De lip is breder dan lang, licht drielobbig, met zwak teruggeslagen zijlobben. De lip is getekend met donkerpaarse stippen en lusvormige lijntjes. De spoor is dik en kegelvormig, naar beneden gebogen, en bijna even lang als het vruchtbeginsel. De aar kan tot 30 cm lang worden.
De bloeitijd is van april tot juli. De bloemen worden bestoven door insecten.

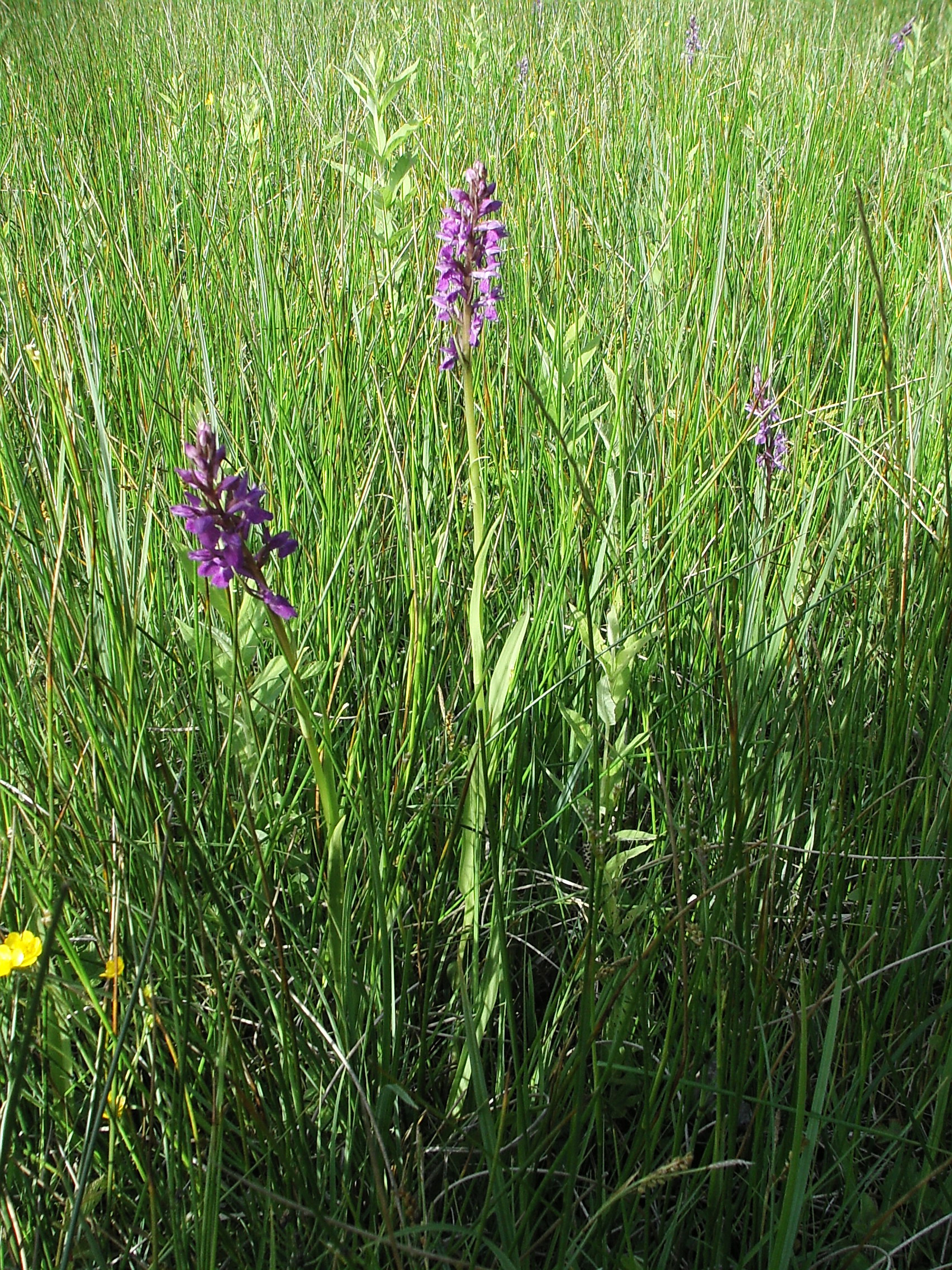
De grote rietorchis in zijn voorkeursbiotoop in de Dordogne (Frankrijk)

## Habitat
De grote rietorchis prefereert net als de meeste handekenskruiden vochtige tot natte plaatsen, vooral op kalkrijke, voedselrijke bodems, in volle zon of lichte schaduw. Het is een warmteminnende soort. Hij is te vinden vanaf zeeniveau tot op 2500 m, maar dan op plaatsen met veel zon.
Hij groeit voornamelijk in rietvelden, kalkmoerassen, vochtige kalkgraslanden en kwelgebieden en nabij bronnetjes.

## Areaal
De grote rietorchis komt voornamelijk voor in het westelijke Middellandse Zeegebied, van westelijk- en Centraal-Frankrijk tot in Corsica, over Spanje tot in Marokko in het Atlasgebergte. In Frankrijk ligt de noordgrens van het areaal bij de Loire.
Er waren vanaf 1976 meldingen van de ondersoort sesquipedalis van twee plaatsen bij Sint Kruis in Zeeuws-Vlaanderen, in open rietland langs een slenk, tussen de gewone rietorchissen. Het vermoeden bestaat dat hij daar is aangeplant; de dichtstbijzijnde natuurlijke groeiplaats was langs de Loire in Frankrijk, zo'n 500 kilometer van de vindplaats verwijderd. In 2002 was de soort er weer verdwenen.
Wegens zijn specifieke habitatkeuze is de soort overal zeldzaam tot zeer zeldzaam, hoewel hij in gunstige omstandigheden plaatselijk massaal kan voorkomen. Ook in Zeeuws-Vlaanderen was het voorkomen van jaar tot jaar zeer variabel, afhankelijk van strenge winters en droge periodes.

## Verwante en gelijkende soorten
De grote rietorchis valt vrij snel op door zijn formaat, waardoor hij hoog uittorent boven zijn naaste verwanten van het geslacht Dactylorhiza. Kleinere exemplaren kunnen onderscheiden worden van de gewone rietorchis door de grootste breedte van het blad, die bij de rietorchis in het midden ligt, bij de grote rietorchis onder het midden; de lip van de rietorchis is 10–15 mm breed, die van de grote rietorchis 10–22 mm; de spoor is bij de rietorchis 7,5–12,5 mm lang, bij de grote rietorchis 10–16 mm. De bloemen zijn naar verhouding smaller dan die van de rietorchis. Het onderscheid met de brede orchis zijn de smalle, lancetvormige bladeren van de grote rietorchis. Van vrijwel alle andere handekenskruiden verschilt de grote rietorchis door de ongevlekte bladeren.
Enige verwarring is mogelijk met de smalle orchis (Dactylorhiza traunsteineri) op basis van de bloemkleur en de bladvorm, maar deze laatste is een heel stuk kleiner (max. 40 cm) en heeft een ander verspreidingsgebied.

## Bedreiging en bescherming
De grote rietorchis is in heel Europa beschermd.
De grootste bedreiging van deze soort is de vernietiging van zijn biotoop door verdroging en omzetting naar economisch interessantere vegetaties zoals weiland.
De Zeeuws-Vlaamse populaties zijn mogelijk verdwenen door fanatieke verzamelaars die de planten uitgroeven.

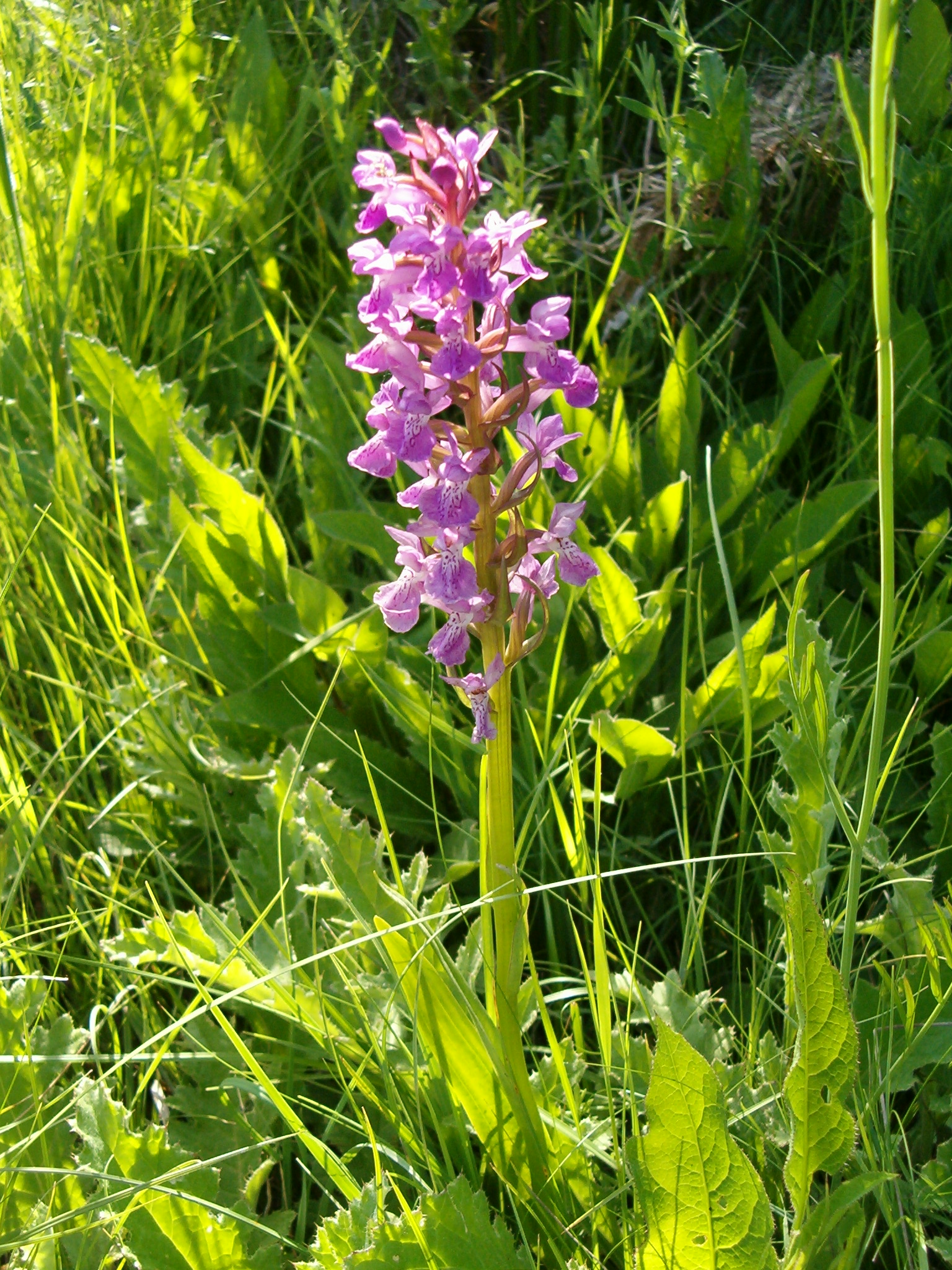
In 1995 als Dactylorhiza occitanica benoemd, maar inmiddels gesynonimiseerd met subsp. sesquipedalis

## Synoniemen
- basioniem: Orchis elata Poir. (1789)
  - Gymnadenia elata (Poir.) Lindl. (1835)
  - Orchis latifolia var. elata (Poir.) Rchb.f. (1851)
  - Orchis latifolia subsp. elata (Poir.) Maire (1931)
  - Dactylorchis elata (Poir.) Verm. (1947)
  - Dactylorhiza incarnata subsp. elata (Poir.) H.Sund. (1975)
- Orchis vestita Lag. & Rodr. (1803)
- Orchis incarnata var. algerica Rchb.f. (1851)
  - Dactylorhiza elata var. algerica (Rchb.f.) P.Delforge
- Orchis munbyana Boiss. & Reut. (1852)
  - Dactylorhiza elata subsp. munbyana (Boiss. & Reut.) Kreutz
- Orchis orientalis subsp. africana Klinge (1898)
  - Orchis africana (Klinge) A.W.Hill
- Orchis latifolia var. elongata Maire (1931)
  - Dactylorhiza elata subsp. elongata (Maire) Kreutz, Rebbas & Véla
- Orchis kabyliensis G.Keller (1933)
- Orchis kabyliensis var. rassautae Alleiz. (1954)
  - Orchis rassautae (Alleiz.) Alleiz.
- Dactylorhiza elata subsp. mauritanica B.Baumann & H.Baumann (2005)

## Ondersoorten
- Dactylorhiza elata subsp. sesquipedalis (Willd.) Soó
  - = Orchis sesquipedalis Willd. (1805)[4]
    - = Dactylorhiza sesquipedalis (Willd.) M.Laínz

  - = Orchis latifolia var. labrovaria Brot. (1835)
  - = Orchis lusitanica Steud. (1841)
  - = Orchis incarnata var. ambigua J.A.Guim. (1887)
    - = Dactylorhiza elata var. ambigua (J.A.Guim.) Soó
    - = Dactylorhiza elata subsp. ambigua (J.A.Guim.) Kreutz

  - = Orchis latifolia var. corsica E.Rev. ex E.G.Camus (1892)
    - = Orchis sesquipedalis var. corsica (E.Rev. ex E.G.Camus) Briq.
    - = Dactylorhiza elata var. corsica (E.Rev. ex E.G.Camus) Soó

  - = Orchis sesquipedalis var. iberica T.Stephenson (1928)
    - = Dactylorhiza elata var. iberica (T.Stephenson) Soó
    - = Dactylorhiza elata subsp. iberica (T.Stephenson) Kreutz

  - = Dactylorhiza elata subsp. brennensis E.Nelson (1976)
    - = Dactylorhiza brennensis (E.Nelson) D.Tyteca & Gathoye
    - = Dactylorhiza elata var. brennensis (E.Nelson) P.Delforge

  - = Dactylorhiza occitanica Geniez, Melki, Pain & Soca (1995)
    - = Dactylorhiza elata var. occitanica (Geniez, Melki, Pain & Soca) P.Delforge

De wetenschappelijke naam van deze ondersoort werd in 1805 door Carl Ludwig Willdenow als Orchis sesquipedalis gepubliceerd. De soortaanduiding "sesquipedalis" betekent anderhalve voet. Willdenow beschikte voor zijn beschrijving over een plant met een stengel van anderhalve voet lang, afkomstig uit Lusitanië.
D. alpestris · 
D. aristata · 
D. atlantica · 
D. baumanniana · 
D. cordigera · 
D. cyrnea · 
D. czerniakowskae · 
D. durandii · 
D. elata (Grote rietorchis) · 
D. euxina · 
D. foliosa · 
D. francis-drucei · 
D. fuchsii (Bosorchis) · 
D. graggeriana · 
D. hatagirea · 
D. iberica · 
D. incarnata (Vleeskleurige orchis) · 
D. insularis · 
D. isculana · 
D. kafiriana · 
D. kerryensis · 
D. kulikalonica · 
D. lapponica · 
D. maculata (Gevlekte orchis) · 
D. maculata subsp. elodes (Tengere heideorchis) · 
D. maculata subsp. ericetorum (Heideorchis) · 
D. maculata subsp. savogiensis · 
D. magna · 
D. majalis (Brede orchis) · 
D. osmanica · 
D. phoenissa · 
D. praetermissa (Rietorchis) · 
D. praetermissa var. junialis (Gevlekte rietorchis) · 
D. purpurella (Purperrode orchis) · 
D. romana · 
D. russowii · 
D. saccifera · 
D. salina · 
D. sambucina (Vlierorchis) · 
D. sibirica · 
D. sphagnicola (Veenorchis) · 
D. sudetica · 
D. traunsteineri (Smalle orchis) · 
D. traunsteinerioides · 
D. umbrosa · 
D. urvilleana · 
D. viridis (Groene nachtorchis)